# جان آرنوت (بازیکن فوتبال اهل انگلستان)
جان آرنوت (انگلیسی: John Arnott; ۶ سپتامبر ۱۹۳۲ – ۳۱ مارس ۲۰۱۷) بازیکن فوتبال اهل بریتانیا بود.
از باشگاه‌هایی که در آن بازی کرده‌است می‌توان به باشگاه فوتبال دوور اتلتیک، باشگاه فوتبال گیلینگام، باشگاه فوتبال ای‌اف‌سی بورنموث، باشگاه فوتبال وستهام یونایتد، و باشگاه فوتبال شروزبری تاون اشاره کرد.